# Waxaklajuun Ub’aah Kan
Waxaklajuun Ub’aah Kan (zm. 7 lipca 640) – władca Kaan (nazywanego też „Królestwem Węża”). Mógł być ostatnim władcą Kaan, który rządził w Dzibanche.
5 marca 636 został pokonany w ”gwiezdnej wojnie” przez Yuknoom Head, władcę Kaan z Calakmul, a dwa miesiące później władzę objął Yuknoom Ch’een II, rządzący w Calakmul. Został prawdopodobnie stracony w 640 roku.